# Federica Pellegrini
Federica Pellegrini (Mirano, província de Venècia, 5 d'agost de 1988) és una nedadora italiana especialista en 200 i 400 metres lliures.

## Biografia
Als Jocs Olímpics de Pequín 2008 es va proclamar campiona olímpica en els 200 metres lliures amb un nou rècord mundial de 1:54.82. Al Campionat del Món de Roma 2009 va repetir triomf amb una marca 1:52.98, actual rècord mundial. També a Roma va proclamar-se campiona i plusmarquista dels 400 metres, marca que va ser batuda 5 anys després per Katie Ledecky.
Ha estat doble campiona del món i plusmarquista mundial tant en 200 m lliures com en 400 m lliures.

## Marques personals
Actualment posseeix 2 rècords del món (RM)
| Esdeveniment  | Piscina llarga (any) | Piscina curta (any) |
| ------------- | -------------------- | ------------------- |
| 50 m lliures  | 25.47 (2004)         | 25.02 (2004)        |
| 100 m lliures | 53.18 (2016)         | 52.17 (2016)        |
| 200 m lliures | 1:52.98 (2009) RM    | 1:51.17 (2009) RM   |
| 400 m lliures | 3:59.15 (2009)       | 3:57.59 (2011)      |
| 800 m lliures | 8:24.99 (2010)       | 8:15.20 (2010)      |
| 100 m esquena | 1:00.69 (2013)       | 58.80 (2013)        |
| 200 m esquena | 2:08.05 (2013)       | 2:03.75 (2013)      |